# حشره‌خوار سربزرگ بزرگ
 حشره‌خوار سربزرگ بزرگ (نام علمی: Paracrocidura maxima) نام یک گونه از زیرخانواده حشره‌خوار دندان‌سفید است.